# 島田神社
島田神社（しまだじんじゃ）は、京都府福知山市畑中にある神社である。
島田神社の創立は詳らかではないが、本殿の建立は内陣内西妻内法貫（にしつまうちのりぬき）の墨書より文亀2年（1502年）の建立と判明し、国重要文化財の指定を受ける。

## 祭神
- 稚武王
- 十城別王
- 息長帯比売命（熊野三所権現）

## 歴史
発祥は、同じ畑中に所在する真言宗の雲龍寺によれば、寺を開いた空也が島田神社の方角に瑞雲を見たのを契機に庵を開いたのを開基したとするという縁起が伝わる。2007年（平成19年）から2009年（平成21年）の修理に伴う基壇確認調査でも平安時代に遡る前身建物遺構が確認されたことから、古代に遡る神社といえる。江戸時代には、旧北山・畑中・樽水・談・小牧の近在5か村の総鎮守とされている。
再建工事の際に、床板の下が黒く煤けているのが発覚。基壇上面からは焼土壙の跡が見つかり、中央部の焼土は特に大きな土壙となっており、長年にわたって火が焚かれた痕跡であることが確認された。その左右にも同じく焼土壙が設けられていて、過去には本殿床下で火を焚く行事が行われていたとされている。当社に祭られた3柱の神の真下で火を焚く祭祀が行われていたことになり、その関係が注目される。

## 改修工事

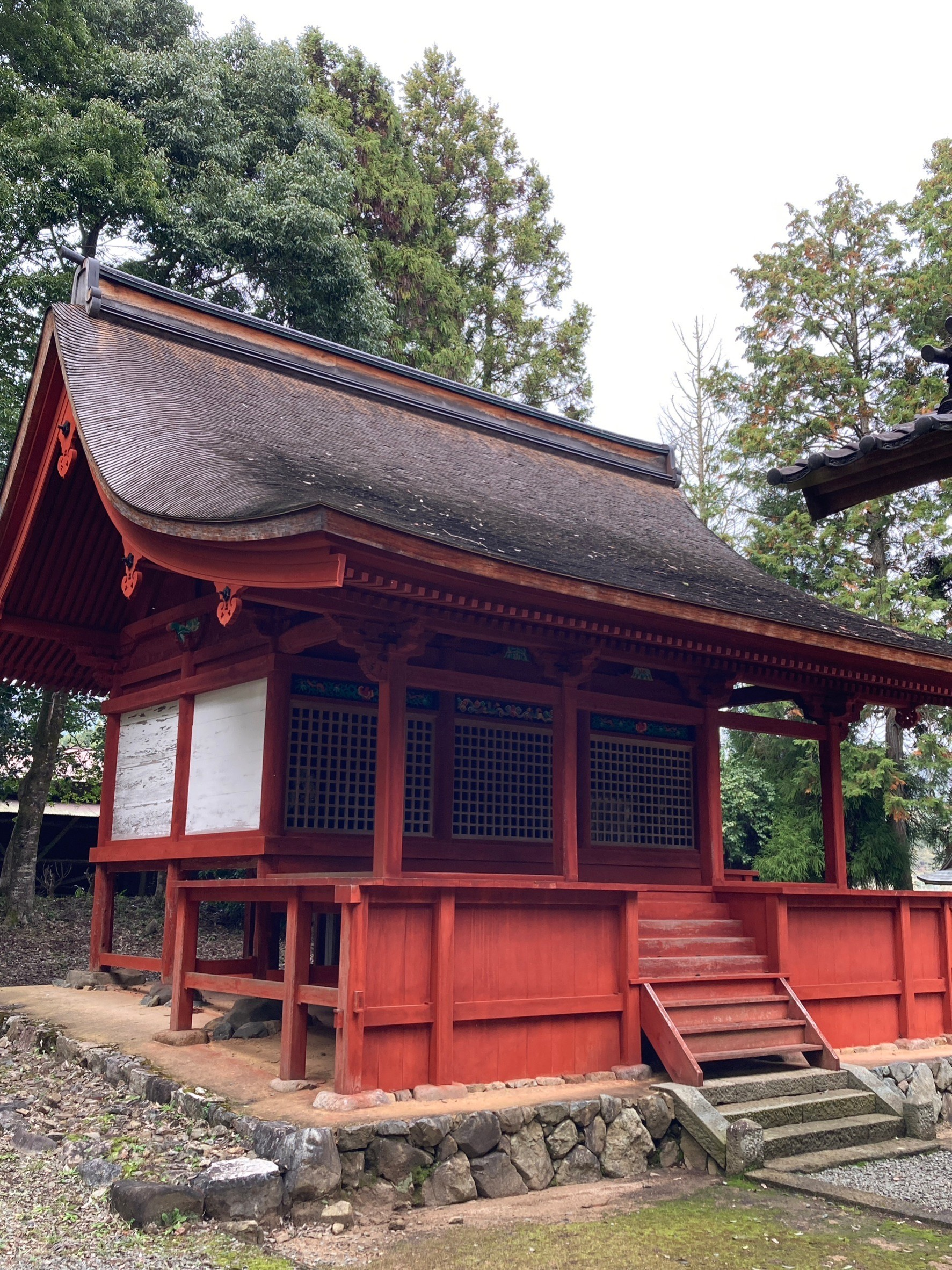
島田神社本殿

本殿建立後の修理については記録がなく不明であるが、1934年（昭和9年）には村社昇格に際し、本殿覆屋の改築、拝殿、幣殿の新築とともに本殿の修理も一部行われた。また、近年では1959年（昭和34年）に小修理、1979年（昭和54年）に本殿正面の軒廻りの修理、2007年（平成19年）から2009年（平成21年）まで2年かけて京都府教育委員会による福知山最古の木造建築を継承することを目的とした解体修理工事が行われた。覆屋を外して、建立時の姿に戻すべく修復工事が為され、こけら葺の屋根や縁を復元し、鮮やかな朱塗りの建物となる。

## 文化財

### 重要文化財
- 島田神社本殿（1987年6月3日指定）[1]
  - 正面に軒唐破風の付いた三間社流造で、1502年（文亀2年）に造営された。屋根葺材が欠けているが、蟇股、花肘木、手挾、木鼻などの細部彫刻は丸ノミを使った薄肉彫であり、時代の傾向がうかがえる[3]。附宮殿2基とともに国指定重要文化財[6]。

## 出土品
- 土師器皿
- 瓦器
- 銅銭
- 懸仏状銅製品

## 現地情報
所在地
- 620-0967 京都府福知山市畑中1882-1

交通アクセス
- JR山陰本線・福知山線、または京都丹後鉄道宮福線福知山駅から京都交通バス小牧線で20分「畑中」下車後徒歩5分
- 国道429号を東へ